# Доломановы
Доломановы — древний русский дворянский род.
Род занесён в VI часть родословной книги: Воронежской, Тульской губерний.

## История рода
Родоначальник Автамон Евсеевич — ефремовский городовой дворянин (1670).
Его сыновья: Макар Автамонович по грамоте царей Ивана V и Петра I жалован за многолетнию его службу, ратоборство, храбрость и мужество из поместья в вотчину (1692), служил стрелецким и казачьим головою.
Ефремовский помещик Захарий Автамонович служил (1700) подполковником рейтарского строя и владел вотчиной (1692), упомянут как владелец населённого имения (1699).

## Описание герба
Щит разделён на четыре части, из которых в первой части, в золотом поле, виден до половины чёрный орёл, обращённый в правую сторону. Во второй и третьей частях, в голубом поле, изображены серебряный кирас и крепость натурального цвета. В четвёртой части, в красном поле, находится серебряная подкова, шипами вниз (польский герб Ястршембец). Щит увенчан дворянским шлемом и дворянской короной с тремя страусовыми перьями. Намёт на щите золотой и красный, подложен голубым и серебром. Герб внесён в Общий Гербовник дворянских родов (Часть X. № 98).